# Coronel Martins
Coronel Martins is een gemeente in de Braziliaanse deelstaat Santa Catarina. De gemeente telt 2.583 inwoners (schatting 2009).

## Aangrenzende gemeenten
De gemeente grenst aan Galvão, Novo Horizonte, Santiago do Sul en São Domingos.

## Verkeer en vervoer
De plaats ligt aan de weg SC-482.